# SŽD-Baureihe ТЭМ5
Die Lokomotive der Baureihe ТЭМ5 (deutsche Transkription TEM5) der Sowjetischen Eisenbahnen (SŽD) ist eine breitspurige Diesellokomotive, die als Weiterentwicklung der SŽD-Baureihe ТЭМ2 entstand. Die Lokomotive stellt eine Sonderform dieser Reihe mit dem Dieselmotor 3А-6Д49 und anderen Drehgestellen analog der SŽD-Baureihe ТЭ109 und der SŽD-Baureihe 2ТЭ116 dar. Die hauptsächlichen Ausstattungen dieser Reihe stimmen mit denen der SŽD-Baureihe ТЭМ2 überein.

## Historie
Die Lokomotive der Reihe ТЭМ2 galt mit über 6000 gefertigten Maschinen als eine sehr erfolgreiche Lokomotivkonstruktion der SŽD. Dennoch gab es von der Lokomotivfabrik Brjansk Überlegungen, die Ökonomie der Lokomotive zu erhöhen, und gleichzeitig die Maschine mit einer anderen Diesel-Generatoreinheit auszustatten. Schon 1966 führte das Werk ein Projekt aus zur Anwendung der Diesellok mit dem Dieselmotor 6Д70, dem Generator GP-319Б und den Fahrmotoren ЭД-107. Hierauf führte das Werk eine Variante des Projektes auf mit dem Dieselmotor 3А-6Д49, dem Generator ГП-319Б und den Fahrmotoren ЭД-107. Auf der Grundlage dieses Projektes stellte das Werk 1971 die erste Diesellok mit der Bezeichnung ТЭМ5 her. Bei der Diesellok wurden die Drehgestelle der SŽD-Baureihe ТЭ109 verwendet, welche gleichzeitig bei den Lokomotiven der Reihen 2ТЭ116 und 2ТЭ10В verwendet worden. Das Übertragungsverhältnis des Getriebes betrug bei der ТЭМ5 15:68, das entspricht 1:4,53. Der Gesamtradstand der Lokomotive verringerte sich im Vergleich zur ТЭМ2 von 12800 mm auf 12670 mm.
Der Dieselmotor 3А-6Д49 ist ein Achtzylinder-Viertakt-Dieselmotor mit Aufladung und durchschnittlicher Einspritzung des Kraftstoffes. Der Motor ist ein Quadrathuber, Zylinderdurchmesser und Kolbenhub betragen 260 mm. Die maximale Leistung des Motores beträgt 1200 PS bei 1000/min. Der Verbrauch von Kraftstoff bei Maximalleistung beträgt 150 – 162 g/PSh, das Gewicht des Dieselmotors ist 9000 kg.
Der als Gleichstrommaschine ausgeführte Traktionsgenerator ГП-319Б mit einer nominalen Leistung von 780 kW wurde als achtpolige Maschine ausgeführt mit normaler Anregung und Selbstbelüftung. Die Spannung des Generators beträgt 430/840 V, der Strom 1815/930 A, die Umdrehung der Ankerwelle 1000/min, das Gewicht des Generators beträgt 4300 kg. Die Traktionsfahrmotoren ЭД-107 besitzen folgende nominalen Parameter; Leistung 112 kW, Spannung 215 V, Strom 605 A. Das System der Anregung des Traktionsgenerators wurde wie bei den Lokomotiven der Reihen ТЭ10 und M62 ausgeführt.
Die Traktionsfahrmotoren konnten, abgesehen von der vollen Anregung, auch bei 48 % und 25 % Anregung arbeiten. Die Diesellok der Reihe ТЭМ5 sind ebenso mit einem Zweimaschinenaggregat der Bezeichnung А-708 ausgerüstet, dieses besteht aus dem Erreger В-607 und dem Hilfsgenerator МВГ-25/11. Dieser steuert die Anregung des Traktionsgenerators und übernimmt die Ladung der Akkumulatorbatterie. Für die Erzeugung der Druckluft ist ein elektrisch angetriebener Kompressor eingerichtet.
Die Anfahrzugkraft des Diesellokomotive beträgt 210 kN bei einer Geschwindigkeit von 11,5 km/h. Die Konstruktionsgeschwindigkeit beträgt 100 km/h. Das Dienstgewicht beträgt 126 t, der Vorrat an Kraftstoff ist 5440 l, Sand 2000 kg, Wasser 600 l und Öl 400 l. Die Diesellok mit der Inventarnummer 002 wurde 1970 von dem Allrussischem Forschungsinstitut für Schienenverkehr untersucht. Die Diesellok mit der Inventarnummer 013 absolvierte von April – September 1974 die Kraft-wärmetechnische Prüfung auf dem Versuchsring in Schtscherbinka. Diese Prüfung ergab, dass der Verbrauch von Kraftstoff bei nominaler Leistung 165 g/PSh betrug, der Wirkungsgrad des Generators ГП-319Б war um 2 % niedriger als der der ТЭМ2. Die Abgabe von Energie für den eigenen Bedarf war bedeutend höher als bei der Ursprungslokomotive. Der Dieselmotor 3А-6Д49 wurde als nicht genügend widerstandsfähig im Leerlauf bezeichnet, bei Übergang vom Leerlauf zur Teil- bzw. Volllast erschienen verrußte Auspuffgase, ein Phänomen, das bei Lokomotiven der V-300-Familie gut bekannt war.